# Qualificazioni al campionato europeo maschile di calcio 2000
Questa voce raccoglie un approfondimento sui risultati degli incontri e sulle classifiche per l'accesso alla fase finale del Campionato europeo di calcio 2000.

## Formato e regolamento
51 membri UEFA: 16 posti disponibili per la fase finale. I Paesi Bassi e il Belgio (in qualità di paesi ospitanti) sono qualificati direttamente.
Rimangono 49 squadre per 14 posti disponibili per la fase finale. Le qualificazioni si compongono di due turni: 
- Fase a gruppi: 49 squadre, divise in 9 gruppi (quattro da sei squadre e cinque da cinque), giocano partite di andata e ritorno. Le prime classificate di ogni gruppo e la migliore seconda si qualificano alla fase finale. Le restanti seconde classificate accedono agli spareggi.
- Spareggi: 8 squadre, giocano partite di andata e ritorno. Le vincenti si qualificano alla fase finale.

In caso di parità di punti tra due o più squadre di uno stesso gruppo, le posizioni in classifica verranno determinate prendendo in considerazione, nell'ordine, i seguenti criteri:
1. maggiore numero di punti negli scontri diretti;
2. migliore differenza reti negli scontri diretti;
3. maggiore numero di reti segnate in trasferta negli scontri diretti;
4. migliore differenza reti;
5. maggiore numero di reti segnate;
6. maggiore numero di reti segnate in trasferta;
7. miglior punteggio fair play (1 punto per un cartellino giallo, 3 punti per un cartellino rosso diretto e come somma di due certellini gialli, 4 punti per un cartellino giallo seguito da uno rosso diretto).

## Sorteggio
Per la composizione delle urne dei sorteggi, la Germania è stata posizionata prima in qualità di detentrice del titolo. Le altre posizioni sono state determinate dal coefficiente UEFA del 1997 ottenuto dai punti conquistati per le qualificazioni ad Euro 1996 e per le qualificazioni a Francia 1998. Per l'Inghilterra (paese ospitante di Euro 1996) sono state prese in considerazione solo le qualificazioni a Francia 1998, mentre per la Francia (paese ospitante del Campionato mondiale di calcio 1998) sono state prese in considerazione solo le qualificazioni ad Euro 1996; così come pure per la Bosnia ed Erzegovina e la Jugoslavia (escluse da Euro 1996) e Andorra (esordiente).
| Urna 1                                                                                         | Urna 2                                                                                           | Urna 3                                                                                          | Urna 4 | Urna 5 |
| ---------------------------------------------------------------------------------------------- | ------------------------------------------------------------------------------------------------ | ----------------------------------------------------------------------------------------------- | --- | --- |
| - Germania - Spagna - Romania - Russia - Inghilterra - Scozia - Jugoslavia - Italia - Norvegia | - Bulgaria - Croazia - Danimarca - Portogallo - Austria - Francia - Rep. Ceca - Turchia - Grecia | - Irlanda - Svizzera - Svezia - Lituania - Ucraina - Slovacchia - Finlandia - Israele - Georgia | - Polonia - Ungheria - Irlanda del Nord - Bosnia ed Erzegovina - Lettonia - Macedonia - Cipro - Galles - Islanda | - Bielorussia - Slovenia - Armenia - Albania - Fær Øer - Lussemburgo - Moldavia - Azerbaigian - Estonia - Malta - Liechtenstein - San Marino - Andorra |

Il sorteggio dei gruppi di qualificazione alla fase finale si è tenuto a Gand, in Belgio, il 18 gennaio 1998 ed ha avuto il seguente esito:
| Gruppo 1                    | Gruppo 2                        | Gruppo 3                            | Gruppo 4                       | Gruppo 5                     | Gruppo 6                 | Gruppo 7                                      | Gruppo 8                | Gruppo 9                                      |
| --------------------------- | ------------------------------- | ----------------------------------- | ------------------------------ | ---------------------------- | ------------------------ | --------------------------------------------- | ----------------------- | --------------------------------------------- |
| Italia                      | Norvegia                        | Germania                            | Francia                        | Svezia                       | Spagna                   | Romania Portogallo                            | Jugoslavia              | Rep. Ceca                                     |
| Danimarca                   | Slovenia                        | Turchia                             | Ucraina                        | Inghilterra                  | Israele                  | Romania Portogallo                            | Irlanda                 | Scozia                                        |
| Svizzera Galles Bielorussia | Grecia Lettonia Albania Georgia | Finlandia Irlanda del Nord Moldavia | Russia Islanda Armenia Andorra | Polonia Bulgaria Lussemburgo | Austria Cipro San Marino | Slovacchia Ungheria Azerbaigian Liechtenstein | Croazia Macedonia Malta | Lituania Estonia Bosnia ed Erzegovina Fær Øer |

 Sono segnate in verde le Nazionali qualificate alla fase finale, in giallo quelle qualificate agli spareggi, in rosso quelle escluse dalla competizione europea. 

## Fase a gironi

### Gruppo 1
| Pos. | Squadra     | P.ti | G | V | P | S | RF | RS | DR |
| ---- | ----------- | ---- | - | - | - | - | -- | -- | -- |
| 1    | Italia      | 15   | 8 | 4 | 3 | 1 | 13 | 5  | +8 |
| 2    | Danimarca   | 14   | 8 | 4 | 2 | 2 | 11 | 8  | +3 |
| 3    | Svizzera    | 14   | 8 | 4 | 2 | 2 | 9  | 5  | +4 |
| 4    | Galles      | 9    | 8 | 3 | 0 | 5 | 7  | 16 | -9 |
| 5    | Bielorussia | 3    | 8 | 0 | 3 | 5 | 4  | 10 | –6 |

| Squadra     | Italia (bandiera) | Danimarca (bandiera) | Svizzera (bandiera) | Galles (bandiera) | Bielorussia (bandiera) |
| ----------- | ----------------- | -------------------- | ------------------- | ----------------- | ---------------------- |
| Italia      | —                 | 2 - 3                | 2 - 0               | 4 - 0             | 1 - 1                  |
| Danimarca   | 1 - 2             | —                    | 2 - 1               | 1 - 2             | 1 - 0                  |
| Svizzera    | 0 - 0             | 1 - 1                | —                   | 2 - 0             | 2 - 0                  |
| Galles      | 0 - 2             | 0 - 2                | 0 - 2               | —                 | 3 - 2                  |
| Bielorussia | 0 - 0             | 0 - 0                | 0 - 1               | 1 - 2             | —                      |

### Gruppo 2
| Pos. | Squadra  | P.ti | G  | V | P | S | RF | RS | DR  |
| ---- | -------- | ---- | -- | - | - | - | -- | -- | --- |
| 1    | Norvegia | 25   | 10 | 8 | 1 | 1 | 21 | 9  | +12 |
| 2    | Slovenia | 17   | 10 | 5 | 2 | 3 | 12 | 14 | -2  |
| 3    | Grecia   | 15   | 10 | 4 | 3 | 3 | 13 | 8  | +5  |
| 4    | Lettonia | 13   | 10 | 3 | 4 | 3 | 13 | 12 | +1  |
| 5    | Albania  | 7    | 10 | 1 | 4 | 5 | 8  | 14 | -6  |
| 6    | Georgia  | 5    | 10 | 1 | 2 | 7 | 8  | 18 | -10 |

| Squadra  | Norvegia (bandiera) | Slovenia (bandiera) | Grecia (bandiera) | Lettonia (bandiera) | Albania (bandiera) | Georgia (bandiera) |
| -------- | ------------------- | ------------------- | ----------------- | ------------------- | ------------------ | ------------------ |
| Norvegia | —                   | 4 - 0               | 1 - 0             | 1 - 3               | 2 - 2              | 1 - 0              |
| Slovenia | 1 - 2               | —                   | 0 - 3             | 1 - 0               | 2 - 0              | 2 - 1              |
| Grecia   | 0 - 2               | 2 - 2               | —                 | 1 - 2               | 2 - 0              | 3 - 0              |
| Lettonia | 1 - 2               | 1 - 2               | 0 - 0             | —                   | 0 - 0              | 1 - 0              |
| Albania  | 1 - 2               | 0 - 1               | 0 - 0             | 3 - 3               | —                  | 2 - 1              |
| Georgia  | 1 - 4               | 1 - 1               | 1 - 2             | 2 - 2               | 1 - 0              | —                  |

### Gruppo 3
| Pos. | Squadra          | P.ti | G | V | P | S | RF | RS | DR  |
| ---- | ---------------- | ---- | - | - | - | - | -- | -- | --- |
| 1    | Germania         | 19   | 8 | 6 | 1 | 1 | 20 | 4  | +16 |
| 2    | Turchia          | 17   | 8 | 5 | 2 | 1 | 15 | 6  | +9  |
| 3    | Finlandia        | 10   | 8 | 3 | 1 | 4 | 13 | 13 | 0   |
| 4    | Irlanda del Nord | 5    | 8 | 1 | 2 | 5 | 4  | 19 | -15 |
| 5    | Moldavia         | 4    | 8 | 0 | 4 | 4 | 7  | 17 | -10 |

| Squadra          | Germania (bandiera) | Turchia (bandiera) | Finlandia (bandiera) | Irlanda del Nord (bandiera) | Moldavia (bandiera) |
| ---------------- | ------------------- | ------------------ | -------------------- | --------------------------- | ------------------- |
| Germania         | —                   | 0 - 0              | 2 - 0                | 4 - 0                       | 6 - 1               |
| Turchia          | 1 - 0               | —                  | 1 - 3                | 3 - 0                       | 2 - 0               |
| Finlandia        | 1 - 2               | 2 - 4              | —                    | 4 - 1                       | 3 - 2               |
| Irlanda del Nord | 0 - 3               | 0 - 3              | 1 - 0                | —                           | 2 - 2               |
| Moldavia         | 1 - 3               | 1 - 1              | 0 - 0                | 0 - 0                       | —                   |

### Gruppo 4
| Pos. | Squadra | P.ti | G  | V | P | S  | RF | RS | DR  |
| ---- | ------- | ---- | -- | - | - | -- | -- | -- | --- |
| 1    | Francia | 21   | 10 | 6 | 3 | 1  | 17 | 10 | +7  |
| 2    | Ucraina | 20   | 10 | 5 | 5 | 0  | 14 | 4  | +10 |
| 3    | Russia  | 19   | 10 | 6 | 1 | 3  | 22 | 12 | +10 |
| 4    | Islanda | 15   | 10 | 4 | 3 | 3  | 12 | 7  | +5  |
| 5    | Armenia | 8    | 10 | 2 | 2 | 6  | 8  | 15 | -7  |
| 6    | Andorra | 0    | 10 | 0 | 0 | 10 | 3  | 28 | -25 |

| Squadra | Francia (bandiera) | Ucraina (bandiera) | Russia (bandiera) | Islanda (bandiera) | Armenia (bandiera) | Andorra (bandiera) |
| ------- | ------------------ | ------------------ | ----------------- | ------------------ | ------------------ | ------------------ |
| Francia | —                  | 0 - 0              | 2 - 3             | 3 - 2              | 2 - 0              | 2 - 0              |
| Ucraina | 0 - 0              | —                  | 3 - 2             | 1 - 1              | 2 - 0              | 4 - 0              |
| Russia  | 2 - 3              | 1 - 1              | —                 | 1 - 0              | 2 - 0              | 6 - 1              |
| Islanda | 1 - 1              | 0 - 1              | 1 - 0             | —                  | 2 - 0              | 3 - 0              |
| Armenia | 2 - 3              | 0 - 0              | 0 - 3             | 0 - 0              | —                  | 3 - 1              |
| Andorra | 0 - 1              | 0 - 2              | 1 - 2             | 0 - 2              | 0 - 3              | —                  |

### Gruppo 5
| Pos. | Squadra     | P.ti | G | V | P | S | RF | RS | DR  |
| ---- | ----------- | ---- | - | - | - | - | -- | -- | --- |
| 1    | Svezia      | 22   | 8 | 7 | 1 | 0 | 10 | 1  | +9  |
| 2    | Inghilterra | 13   | 8 | 3 | 4 | 1 | 14 | 4  | +10 |
| 3    | Polonia     | 13   | 8 | 4 | 1 | 3 | 12 | 8  | +4  |
| 4    | Bulgaria    | 8    | 8 | 2 | 2 | 4 | 6  | 8  | -2  |
| 5    | Lussemburgo | 0    | 8 | 0 | 0 | 8 | 2  | 23 | -21 |

| Squadra     | Svezia (bandiera) | Inghilterra (bandiera) | Polonia (bandiera) | Bulgaria (bandiera) | Lussemburgo (bandiera) |
| ----------- | ----------------- | ---------------------- | ------------------ | ------------------- | ---------------------- |
| Svezia      | —                 | 2 - 1                  | 2 - 0              | 1 - 0               | 2 - 0                  |
| Inghilterra | 0 - 0             | —                      | 3 - 1              | 0 - 0               | 6 - 0                  |
| Polonia     | 0 - 1             | 0 - 0                  | —                  | 2 - 0               | 3 - 0                  |
| Bulgaria    | 0 - 1             | 1 - 1                  | 0 - 3              | —                   | 3 - 0                  |
| Lussemburgo | 0 - 1             | 0 - 3                  | 2 - 3              | 0 - 2               | —                      |

### Gruppo 6
| Pos. | Squadra    | P.ti | G | V | P | S | RF | RS | DR  |
| ---- | ---------- | ---- | - | - | - | - | -- | -- | --- |
| 1    | Spagna     | 21   | 8 | 7 | 0 | 1 | 42 | 5  | +37 |
| 2    | Israele    | 13   | 8 | 4 | 1 | 3 | 25 | 9  | +14 |
| 3    | Austria    | 13   | 8 | 4 | 1 | 3 | 19 | 20 | -1  |
| 4    | Cipro      | 12   | 8 | 4 | 0 | 4 | 12 | 21 | -9  |
| 5    | San Marino | 0    | 8 | 0 | 0 | 8 | 1  | 44 | -43 |

| Squadra    | Spagna (bandiera) | Israele (bandiera) | Austria (bandiera) | Cipro (bandiera) | San Marino (bandiera) |
| ---------- | ----------------- | ------------------ | ------------------ | ---------------- | --------------------- |
| Spagna     | —                 | 3 - 0              | 9 - 0              | 8 - 0            | 9 - 0                 |
| Israele    | 1 - 2             | —                  | 5 - 0              | 3 - 0            | 8 - 0                 |
| Austria    | 1 - 3             | 1 - 1              | —                  | 3 - 1            | 7 - 0                 |
| Cipro      | 3 - 2             | 3 - 2              | 0 - 3              | —                | 4 - 0                 |
| San Marino | 0 - 6             | 0 - 5              | 1 - 4              | 0 - 1            | —                     |

### Gruppo 7
| Pos. | Squadra       | P.ti | G  | V | P | S | RF | RS | DR  |
| ---- | ------------- | ---- | -- | - | - | - | -- | -- | --- |
| 1    | Romania       | 24   | 10 | 7 | 3 | 0 | 25 | 3  | +22 |
| 2    | Portogallo    | 23   | 10 | 7 | 2 | 1 | 32 | 4  | +28 |
| 3    | Slovacchia    | 17   | 10 | 5 | 2 | 3 | 12 | 9  | +3  |
| 4    | Ungheria      | 12   | 10 | 3 | 3 | 4 | 14 | 10 | +4  |
| 5    | Azerbaigian   | 4    | 10 | 1 | 1 | 8 | 6  | 26 | -20 |
| 6    | Liechtenstein | 4    | 10 | 1 | 1 | 8 | 2  | 39 | -37 |

| Squadra       | Romania (bandiera) | Portogallo (bandiera) | Slovacchia (bandiera) | Ungheria (bandiera) | Azerbaigian (bandiera) | Liechtenstein (bandiera) |
| ------------- | ------------------ | --------------------- | --------------------- | ------------------- | ---------------------- | ------------------------ |
| Romania       | —                  | 1 - 1                 | 0 - 0                 | 2 - 0               | 4 - 0                  | 7 - 0                    |
| Portogallo    | 0 - 1              | —                     | 1 - 0                 | 3 - 0               | 7 - 0                  | 8 - 0                    |
| Slovacchia    | 1 - 5              | 0 - 3                 | —                     | 0 - 0               | 3 - 0                  | 2 - 0                    |
| Ungheria      | 1 - 1              | 1 - 3                 | 0 - 1                 | —                   | 3 - 0                  | 5 - 0                    |
| Azerbaigian   | 0 - 1              | 1 - 1                 | 0 - 1                 | 0 - 4               | —                      | 4 - 0                    |
| Liechtenstein | 0 - 3              | 0 - 5                 | 0 - 4                 | 0 - 0               | 2 - 1                  | —                        |

### Gruppo 8
| Pos. | Squadra    | P.ti | G | V | P | S | RF | RS | DR  |
| ---- | ---------- | ---- | - | - | - | - | -- | -- | --- |
| 1    | Jugoslavia | 17   | 8 | 5 | 2 | 1 | 18 | 8  | +10 |
| 2    | Irlanda    | 16   | 8 | 5 | 1 | 2 | 14 | 6  | +8  |
| 3    | Croazia    | 15   | 8 | 4 | 3 | 1 | 13 | 9  | +4  |
| 4    | Macedonia  | 8    | 8 | 2 | 2 | 4 | 13 | 14 | -1  |
| 5    | Malta      | 0    | 8 | 0 | 0 | 8 | 6  | 27 | -21 |

| Squadra    | Jugoslavia (bandiera) | Irlanda (bandiera) | Croazia (bandiera) | Macedonia (bandiera) | Malta (bandiera) |
| ---------- | --------------------- | ------------------ | ------------------ | -------------------- | ---------------- |
| Jugoslavia | —                     | 1 - 0              | 0 - 0              | 3 - 1                | 4 - 1            |
| Irlanda    | 2 - 1                 | —                  | 2 - 0              | 1 - 0                | 5 - 0            |
| Croazia    | 2 - 2                 | 1 - 0              | —                  | 3 - 2                | 2 - 1            |
| Macedonia  | 2 - 4                 | 1 - 1              | 1 - 1              | —                    | 4 - 0            |
| Malta      | 0 - 3                 | 2 - 3              | 1 - 4              | 1 - 2                | —                |

### Gruppo 9
| Pos. | Squadra              | P.ti | G  | V  | P | S | RF | RS | DR  |
| ---- | -------------------- | ---- | -- | -- | - | - | -- | -- | --- |
| 1    | Rep. Ceca            | 30   | 10 | 10 | 0 | 0 | 26 | 5  | +21 |
| 2    | Scozia               | 18   | 10 | 5  | 3 | 2 | 15 | 10 | +5  |
| 3    | Bosnia ed Erzegovina | 11   | 10 | 3  | 2 | 5 | 14 | 17 | -3  |
| 4    | Lituania             | 11   | 10 | 3  | 2 | 5 | 8  | 16 | -8  |
| 5    | Estonia              | 11   | 10 | 3  | 2 | 5 | 15 | 17 | -2  |
| 6    | Fær Øer              | 3    | 10 | 0  | 3 | 7 | 4  | 17 | -13 |

| Squadra              | Rep. Ceca (bandiera) | Scozia (bandiera) | Bosnia ed Erzegovina (bandiera) | Lituania (bandiera) | Estonia (bandiera) | Fær Øer (bandiera) |
| -------------------- | -------------------- | ----------------- | ------------------------------- | ------------------- | ------------------ | ------------------ |
| Rep. Ceca            | —                    | 3 - 2             | 3 - 0                           | 2 - 0               | 4 - 1              | 2 - 0              |
| Scozia               | 1 - 2                | —                 | 1 - 0                           | 3 - 0               | 3 - 2              | 2 - 1              |
| Bosnia ed Erzegovina | 1 - 3                | 1 - 2             | —                               | 2 - 0               | 1 - 1              | 1 - 0              |
| Lituania             | 0 - 4                | 0 - 0             | 4 - 2                           | —                   | 1 - 2              | 0 - 0              |
| Estonia              | 0 - 2                | 0 - 0             | 1 - 4                           | 1 - 2               | —                  | 5 - 0              |
| Fær Øer              | 0 - 1                | 1 - 1             | 2 - 2                           | 0 - 1               | 0 - 2              | —                  |

### Raffronto tra le seconde classificate di ogni gruppo
A fini di uniformità, per le nazionali dei gruppi a sei squadre (2, 4, 7 e 9) non si tiene conto dei punti conquistati contro le ultime due classificate del proprio girone; per le nazionali dei gruppi a cinque squadre (1, 3, 5, 6 e 8) non si tiene conto dei soli punti conquistati con l'ultima in classifica del proprio girone.
In caso di parità di punti tra due o più squadre, le posizioni in classifica verranno determinate prendendo in considerazione, nell'ordine, i seguenti criteri:
1. migliore differenza reti;
2. maggiore numero di reti segnate;
3. maggiore numero di reti segnate in trasferta;
4. sorteggio.

| Gruppo | Squadra     | Pti | G | V | N | P | GF | GS | DR |
| ------ | ----------- | --- | - | - | - | - | -- | -- | -- |
| 7      | Portogallo  | 13  | 6 | 4 | 1 | 1 | 11 | 3  | +8 |
| 3      | Turchia     | 13  | 6 | 4 | 1 | 1 | 12 | 5  | +7 |
| 9      | Scozia      | 10  | 6 | 3 | 1 | 2 | 9  | 6  | +3 |
| 1      | Danimarca   | 10  | 6 | 3 | 1 | 2 | 10 | 8  | +2 |
| 4      | Ucraina     | 10  | 6 | 2 | 4 | 0 | 6  | 4  | +2 |
| 8      | Irlanda     | 10  | 6 | 3 | 1 | 2 | 6  | 4  | +2 |
| 6      | Israele     | 7   | 6 | 2 | 1 | 3 | 12 | 9  | +3 |
| 5      | Inghilterra | 7   | 6 | 1 | 4 | 1 | 5  | 4  | +1 |
| 2      | Slovenia    | 7   | 6 | 2 | 1 | 3 | 6  | 12 | -6 |

## Spareggi
| Squadra 1 | Totale | Squadra 2   | Andata | Ritorno |
| --------- | ------ | ----------- | ------ | ------- |
| Scozia    | 1 - 2  | Inghilterra | 0 - 2  | 1 - 0   |
| Slovenia  | 3 - 2  | Ucraina     | 2 - 1  | 1 - 1   |
| Israele   | 0 - 8  | Danimarca   | 0 - 5  | 0 - 3   |
| Irlanda   | 1 - 1  | Turchia     | 1 - 1  | 0 - 0   |

## Statistiche

### Classifica marcatori
11 reti
- Raúl

8 reti
- Zlatko Zahovič
- João Pinto

7 reti
- Oliver Bierhoff

6 reti
- Elvir Baljić
- Jan Koller
- Jon Dahl Tomasson
- Alan Shearer
- Rui Costa
- Ricardo Sá Pinto
- Valeri Karpin
- Ismael Urzaiz

5 reti
- Ivica Vastić
- Patrik Berger
- Alon Mizrahi
- Tore André Flo
- Ole Gunnar Solskjær
- Adrian Ilie
- Fernando Hierro

4 reti
- Elvir Bolić
- Davor Šuker
- Milenko Špoljarić
- Savo Milošević
- Vilmos Sebők
- Robbie Keane
- Yossi Benayoun
- Haim Revivo
- Steffen Iversen
- Viorel Moldovan
- Vladimir Beschastnykh
- Viktor Onopko
- Billy Dodds
- Joseba Etxeberria
- Luis Enrique
- Hakan Şükür
- Tayfur Havutçu
- Serhiy Rebrov

3 reti
- Alban Bushi
- Tigran Yesayan
- Christian Mayrleb
- Pavel Nedvěd
- Vladimír Šmicer
- Andres Oper
- Sergei Terehhov
- Jonatan Johansson
- Joonas Kolkka
- Mixu Paatelainen
- Predrag Mijatović
- Dejan Stanković
- Youri Djorkaeff
- Shota Arveladze
- Marco Bode
- Ulf Kirsten
- Christian Ziege
- Nikos Machlas
- Paul Scholes
- Filippo Inzaghi
- Christian Vieri
- Marians Pahars
- Andrejs Štolcers
- Valdas Ivanauskas
- Saša Ḱiriḱ
- Artim Šakiri
- Tomasz Iwan
- Luís Figo
- Paulo Madeira
- Niall Quinn
- Ionel Ganea
- Dorinel Munteanu
- Don Hutchison
- Julen Guerrero
- Henrik Larsson
- Stéphane Chapuisat
- Kubilay Türkyilmaz
- Arif Erdem

2 reti
- Igli Tare
- Armen Shahgeldyan
- Harald Cerny
- Eduard Glieder
- Andreas Herzog
- Hannes Reinmayr
- Gurban Gurbanov
- Zaur Tagizade
- Valjancin Bjal'kevič
- Zvonimir Boban
- Mario Stanić
- Davor Vugrinec
- Panagiōtīs Egkōmitīs
- Michalīs Kōnstantinou
- Pavel Kuka
- Martin Jørgensen
- Brian Steen Nielsen
- Ebbe Sand
- Stig Tøfting
- Steve McManaman
- Michael Owen
- Martin Reim
- Uni Arge
- Albert Nađ
- Dragan Stojković
- Christophe Dugarry
- Sylvain Wiltord
- Zaza Janashia
- Giōrgos Geōrgiadīs
- Vassilios Tsiartas
- Béla Illés
- Ríkharður Daðason
- Eyjólfur Sverrisson
- Eyal Berkovic
- Najwan Ghrayib
- Avi Nimni
- Alessandro Del Piero
- Diego Fuser
- Vitālijs Astafjevs
- Mihails Zemļinskis
- Tomas Ramelis
- Risto Božinov
- David Carabott
- Igor Oprea
- Øyvind Leonhardsen
- Kjetil Rekdal
- Jerzy Brzęczek
- Sylwester Czereszewski
- Pauleta
- Abel Xavier
- Gary Breen
- Roy Keane
- Gheorghe Hagi
- Laurențiu Roșu
- Aleksandr Panov
- Allan Johnston
- Peter Dubovský
- Martin Fabuš
- Vladimír Labant
- Róbert Tomaschek
- Milenko Ačimovič
- Fran
- César Martín
- Fernando Morientes
- Niclas Alexandersson
- Johan Mjällby
- Oktay Derelioğlu
- Andriy Husin
- Serhij Popov
- Serhiy Skachenko

1 rete
- Bledar Kola
- Devis Mukaj
- Altin Rraklli
- Jesús Lucendo
- Justo Ruiz
- Juli Sánchez
- Garnik Avalyan
- Karapet Mikaelyan
- Art'owr Petrosyan
- Martin Amerhauser
- Martin Hiden
- Mirbağır İsayev
- Vyaçeslav Lıçkin
- Vasil' Baranaŭ
- Sergei Gurenko
- Sergej Barbarez
- Meho Kodro
- Muhamed Konjić
- Marko Topić
- Daniel Borimirov
- Rumen Hristov
- Georgi Markov
- Ivaylo Petkov
- Hristo Stoichkov
- Ivajlo Jordanov
- Alen Bokšić
- Dario Šimić
- Zvonimir Soldo
- Marios Christodoulou
- Kōstas Kōsta
- Siniša Gogić
- Vasos Melanarkitīs
- Miroslav Baranek
- Michal Horňák
- Karel Poborský
- Tomáš Řepka
- Pavel Verbíř
- Søren Frederiksen
- Jan Heintze
- Allan Nielsen
- Ole Tobiasen
- Morten Wieghorst
- Gareth Southgate
- Argo Arbeiter
- Sergei Hohlov-Simson
- Urmas Kirs
- Raio Piiroja
- Maksim Smirnov
- Kristen Viikmäe
- Hans Fróði Hansen
- John Petersen
- Sami Hyypiä
- Jari Litmanen
- Janne Salli
- Hannu Tihinen
- Ljubinko Drulović
- Darko Kovačević
- Dejan Savićević
- Nicolas Anelka
- Alain Boghossian
- Vincent Candela
- Lilian Laslandes
- Frank Lebœuf
- Emmanuel Petit
- Robert Pirès
- David Trezeguet
- Zinédine Zidane
- Archil Arveladze
- Mikheil Q'avelashvili
- Temur Ketsbaia
- Jens Jeremies
- Oliver Neuville
- Mehmet Scholl
- Kostas Frantzeskos
- Nikos Liberopoulos
- Dimitris Mavrogenidis
- Demis Nikolaidis
- Andreas Niniadīs
- Marinos Ouzounidīs
- Pál Dárdai
- Gábor Egressy
- Miklós Fehér
- Ferenc Horváth
- János Hrutka
- István Pisont
- József Sebők
- Thomas Sowunmi
- Steinar Dagur Adolfsson
- Eiður Guðjohnsen
- Þórður Guðjónsson
- Brynjar Gunnarsson
- Hermann Hreiðarsson
- Rúnar Kristinsson
- Lárus Orri Sigurðsson
- Yossi Abukasis
- Walid Badir
- Tal Banin
- Alon Hazan
- Nir Sivilia
- Enrico Chiesa
- Antonio Conte
- Paolo Maldini
- Imants Bleidelis
- Igors Stepanovs
- Māris Verpakovskis
- Mario Frick
- Martin Telser
- Virginijus Baltušnikas
- Artūras Fomenka
- Darius Maciulevičius
- Marc Birsens
- Jean-Pierre Vanek
- Gjorgji Hristov
- Igor Nikolovski
- Dževdet Šainovski
- Goran Stavrevski
- Srdjan Zaharievski
- Brian Said
- Nicky Saliba
- Paul Sixsmith
- Hubert Suda
- Sergiu Epureanu
- Vladimir Gaidamașciuc
- Alexandru Guzun
- Gheorghe Stratulat
- Ion Testemițanu
- Iain Dowie
- Neil Lennon
- Keith Rowland
- Jeff Whitley
- Henning Berg
- Ståle Solbakken
- Tomasz Hajto
- Andrzej Juskowiak
- Rafał Siadaczka
- Mirosław Trzeciak
- Artur Wichniarek
- Capucho
- Sérgio Conceição
- Denis Irwin
- Mark Kennedy
- Steve Staunton
- Liviu Ciobotariu
- Cătălin Munteanu
- Florentin Petre
- Gheorghe Popescu
- Ion Vlădoiu
- Dmitri Alenichev
- Aleksandr Mostovoi
- Yegor Titov
- Ilya Tsymbalar
- Yevgeni Varlamov
- Igor' Janovskij
- Andy Selva
- Craig Burley
- Colin Cameron
- John Collins
- Eoin Jess
- Gary McSwegan
- Paul Ritchie
- Miroslav Karhan
- Ľubomír Moravčík
- Szilárd Németh
- Miroslav Sovič
- Aleksander Knavs
- Milan Osterc
- Miran Pavlin
- Sašo Udovič
- Gaizka Mendieta
- Andreas Andersson
- Kennet Andersson
- Fredrik Ljungberg
- Patrick Bühlmann
- Sébastien Fournier
- Alexandre Rey
- Ogün Temizkanoğlu
- Sergen Yalçın
- Jurij Dmytrulin
- Vitalij Kosovs'kyj
- Andriy Shevchenko
- Vladyslav Vashchuk
- Craig Bellamy
- Chris Coleman
- Ryan Giggs
- John Robinson
- Dean Saunders
- Kit Symons
- Adrian Williams

Autoreti
- Arnold Wetl (pro Spagna)
- Mirsad Hibić (pro Estonia)
- Sergei Hohlov-Simson (pro Scozia)
- Janek Meet (pro Repubblica Ceca)
- Ríkharður Daðason (pro Francia)
- Modestus Haas (pro Romania)
- Boban Babunski (pro Serbia)
- Steve Morrow (pro Germania)
- Yuri Kovtun (pro Islanda)
- Mirco Gennari (pro Spagna)
- Mauro Valentini (pro Israele)
- Matt Elliott (pro Repubblica Ceca)
- Rudi Istenič (pro Norvegia)
- Fernando Hierro (pro Austria)